# Phillip Glasser
Phillip Glasser (ur. 4 października 1978 w Tarzanii) – amerykański aktor filmowy, dubbingowy i producent.
Najbardziej znany jako głos Fievela Myszkiewicza z filmów animowanych Amerykańska opowieść, Amerykańska opowieść. Fievel jedzie na Zachód oraz serialu animowanego Amerykańskie opowieści Fiewela.
W latach 90. zagrał rolę Eugene’a w serialu komediowym NBC Pod koszem. Obecnie pracuje jako producent filmowy. Jego pierwszym wyprodukowanym przez niego filmem był Kickin' It Old Skool.

## Filmografia
- 1999: Pod koszem jako Eugene Brown
- 1998: Star Trek: Rebelia jako młody Ru'afo (usunięte sceny)
- 1996: Sabrina, nastoletnia czarownica jako student #2, James Dean 2
- 1996: Byle do dzwonka: Nowa klasa jako Stanley
- 1994: Chłopiec poznaje świat jako Ubaldo
- 1994: Troll w Nowym Jorku jako Gus (głos)
- 1992: Amerykańskie opowieści Fiewela jako Fievel Myszkiewicz (głos)
- 1991: Amerykańska opowieść. Fievel jedzie na Zachód jako Fievel Myszkiewicz (głos)
- 1990: Kochany urwis
- 1990: Przygody Animków jako Pedro (głos)
- 1989: Pełna chata jako młody Danny
- 1986: Amerykańska opowieść jako Fievel Myszkiewicz (głos)